# Billancelles
Billancelles település Franciaországban, Eure-et-Loir megyében. Lakosainak száma 314 fő (2022. január 1.). Billancelles Digny, Courville-sur-Eure és Saint-Arnoult-des-Bois községekkel határos.

## Népesség
A település népességének változása:
| Lakosok száma | 217  | 192  | 216  | 245  | 313  | 322  | 324  | 324  | 320  | 314  |
|               | 1968 | 1982 | 1990 | 2006 | 2013 | 2015 | 2017 | 2019 | 2020 | 2022 |